# Rajdowe Mistrzostwa Hiszpanii 2011
Ten artykuł dotyczy sezonu 2011 Rajdowych Samochodowych Mistrzostw Hiszpanii (Campeonato de España de Rallyes), czterdziestej szóstej edycji tej serii.
Mistrzostwo Hiszpanii w sezonie 2011 wywalczyła załoga Miguel Fuster i Ignacio Aviñó, startująca Porsche 911 GT3, w zespole A.I.A. Załoga ta zdobyła 260 punktów. Wyprzedziła ona Jonathana Péreza Suareza i Enrique Velasco (Peugeot 207 S2000 w barwach teamu AMP Classic Team) o 41 punktów i andorsko-hiszpańską załogę Joana Vinyesa i Jordiego Mercadera (Suzuki Swift S1600 w barwach teamu Suzuki Motor Iberica) o 59 punktów.
Mistrzostwa Hiszpanii w sezonie 2011 składały się z dziesięciu eliminacji, wszystkich asfaltowych. W czterech z nich triumfował Miguel Fuster, w trzech - Sergio Vallejo, w dwóch - Xavier Pons, a w jednej zwyciężył Alberto Hevia. W mistrzostwach obowiązywała punktacja 35-30-27-25-23-21-19-17-15-13-11-9-8-7-6-5-4-3-2-1, a w Rajdzie Wysp Kanaryjskich i Rajdzie Asturii - 52,5-45-40,5-37,5-34,5-31,5-28,5-25,5-22,5-19,5-16,5-13,5-12-10,5-9-7,5-6-4,5-3-1,5.

## Kalendarz
| Runda | Data          | Rajd                                            | Baza                       | Nawierzchnia | Zwycięzca      |
| ----- | ------------- | ----------------------------------------------- | -------------------------- | ------------ | -------------- |
| 1     | 01.04 - 02.04 | Rallye la Vila Joiosa 2011                      | Villajoyosa                | asfalt       | Miguel Fuster  |
| 2     | 17.04 - 18.04 | 35. Rally Islas Canarias - El Corte Inglés 2011 | Las Palmas de Gran Canaria | asfalt       | Miguel Fuster  |
| 3     | 13.05 - 14.05 | 33. Rallye Cantabria Infinita 2011              | Santander                  | asfalt       | Xavier Pons    |
| 4     | 02.06 - 04.06 | 47. Rallye Rías Baixas Vodafone 2011            | Vigo                       | asfalt       | Xavier Pons    |
| 5     | 17.06 - 18.06 | 44. Rallye de Ourense 2011                      | Ourense                    | asfalt       | Miguel Fuster  |
| 6     | 19.08 - 20.08 | 42. Rallye de Ferrol - Hankook 2011             | Ferrol                     | asfalt       | Sergio Vallejo |
| 7     | 08.09 - 10.09 | 48. Rallye Principe de Asturias 2011            | Oviedo                     | asfalt       | Miguel Fuster  |
| 8     | 07.10 - 09.10 | 35. Rallye Villa de Llanes 2011                 | Llanes                     | asfalt       | Alberto Hevia  |
| 9     | 04.11 - 05.11 | 29. Rallye Sierra Morena 2011                   | Kordoba                    | asfalt       | Sergio Vallejo |
| 10    | 25.11 - 26.11 | 2. Rally Comunidad de Madrid 2011               | Jarama                     | asfalt       | Sergio Vallejo |

## Klasyfikacje

### Klasyfikacja generalna (pierwsza dziesiątka)
| Poz. | Kierowca              | VLJ | CNR | CAN | RBX | ORN | FRR | PRA | VLL | SRM | RCM | Suma punktów |
| ---- | --------------------- | --- | --- | --- | --- | --- | --- | --- | --- | --- | --- | ------------ |
| 1    | Miguel Fuster         | 1   | 1   | 6   | 2   | 1   |     | 1   | 2   | 4   |     | 260          |
| 2    | Jonathan Pérez Suarez | 3   | 9   | NU  | 3   | 3   | 2   | 4   | 6   | 3   | NU  | 219          |
| 3    | Joan Vinyes           | 7   | 7   |     | 4   | 4   | 6   | 5   | 4   | 5   | 6   | 201          |
| 4    | Sergio Vallejo        | NU  | 5   | 2   | NU  |     | 1   | NU  | 3   | 1   | 1   | 196,5        |
| 5    | Xavier Pons           | 2   | 3   | 1   | 1   | NU  | NU  | 3   | 15  |     |     | 187          |
| 6    | Alberto Hevia         |     | 6   | NU  | NU  |     | 3   | 2   | 1   | NU  |     | 165,5        |
| 7    | Gorka Antxustegi      | 9   | 8   |     | 5   | 6   | 5   | NU  | 10  | 6   | 7   | 160,5        |
| 8    | Daniel Marban         | 10  |     | 10  | 6   | 7   | 9   | 6   | 8   | 8   | NU  | 146,5        |
| 9    | Miguel Arias          | NU  | 17  |     | 10  |     |     | 7   | 9   | 9   | 16  | 82,5         |
| 10   | Victor Senra          | 4   |     | 3   | NU  | 2   | NU  |     | NU  |     |     | 82           |

### Klasyfikacja konstruktorów
| Poz. | Zespół     | VLJ | CNR  | CAN | RBX | ORN | FRR | PRA | VLL | SRM | RCM | Suma punktów |
| ---- | ---------- | --- | ---- | --- | --- | --- | --- | --- | --- | --- | --- | ------------ |
| 1    | Suzuki     | 38  | 85,5 | 34  | 51  | 43  | 45  | 69  | 47  | 45  | 51  | 508,5        |
| 2    | Peugeot    | 57  | 61,5 | 30  | 43  | 57  | 30  | 45  | 27  | 57  | 28  | 435,5        |
| 3    | Mitsubishi | 43  | 31,5 | 48  | 40  | 38  | 46  | 36  | 45  | 36  | 51  | 414,5        |
| 4    | Renault    | 27  | 51   | 41  | 32  | 28  | 17  | 57  | 34  | 28  | 36  | 352          |

### Grupa N (pierwsza trójka)
System punktacji: 35-30-27-25-23-21-19-17-15-13-11-9-8-7-6-5-4-3-2-1 
| Poz. | Kierowca         | VLJ | CNR | CAN | RBX | ORN | FRR | PRA | VLL | SRM | RCM | Suma punktów |
| ---- | ---------------- | --- | --- | --- | --- | --- | --- | --- | --- | --- | --- | ------------ |
| 1    | Daniel Marban    | 3   |     | 2   | 1   | 2   | 4   | 1   | 2   | 2   | NU  | 259,50       |
| 2    | Pablo Pazó       | 5   |     |     | 6   | 4   | 8   | 6   |     | 7   | 9   | 151,5        |
| 3    | Eugenio Mantecón | 1   | 1   | 5   | NU  |     | NU  | NU  | NU  | 1   |     | 145,5        |

### Junior (pierwsza trójka)
System punktacji: 35-30-27 
| Poz. | Kierowca           | VLJ | CNR | CAN | RBX | ORN | FRR | PRA | VLL | SRM | RCM | Suma punktów |
| ---- | ------------------ | --- | --- | --- | --- | --- | --- | --- | --- | --- | --- | ------------ |
| 1    | Alejandro Pernía   | 1   |     | 1   | NU  | 2   | 2   | 1   |     | NU  | 2   | 212,50       |
| 2    | Alexandre Teixidor | 2   |     |     | 1   | 1   | NU  | NU  |     | 1   |     | 135          |
| 3    | German Leal        | NU  |     |     | 2   | NU  | 1   |     |     | 1   | 3   | 145,5        |